# 東前田站
東前田站（日语：／ Higashimaeda eki */?）是位於香川縣木田郡前田村東前田，高松電氣軌道的長尾線車站，現時已經廢止。
車站位於高田站靠近瓦町站一方約510米處，現時位於東前田平交道西邊。

## 歷史
- 1912年（明治45年）4月30日 高松電氣軌道車站啟用。
- 1934年（昭和9年） 車站廢止。

## 車站構造
車站是一座地面車站，設有1面1線的單式月台。

## 相鄰車站
高松電氣軌道
西前田－東前田－高田

## 注腳
1. ↑  60年のあゆみ（日語） p.14 （2021年2月21日參閱）